# Java注解
Java注解又称Java标注，是Java语言5.0版本开始支持加入源代码的特殊语法元数据。
Java语言中的类、方法、变量、参数和包等都可以被标注。和Javadoc不同，Java标注可以通过反射获取标注内容。在编译器生成类文件时，标注可以被嵌入到字节码中。Java虚拟机可以保留标注内容，在运行时可以获取到标注内容。
当然它也支持自定义Java标注。

## 历史
Java 平台有许多特别的注解，例如 transient 修饰符，@deprecated javadoc 标签。2002 年，文案 JSR-175 提出了通用需求的注解（或者说元注解）手段，并在 2004 年 9 月收到许多人的赞赏。从 JDK 1.5 开始，java 开始支持注解。Annotation Processing tool （或者说 apt tool） 提供了一个补充性的编译时注解操作的接口。文档 JSR-269 将它规范化，在 JDK 1.6 写入编译器 javac 中。

## 内置的注解
Java 定义了一套注解，共有 7 个，3 个在 java.lang 中，剩下 4 个在 java.lang.annotation 中
作用在代码的注解是：
- @Override - 检查该方法是否是重写方法。如果发现其父类，或者是引用的接口中并没有该方法时，会报编译错误。
- @Deprecated - 标记过时方法。如果使用该方法，会报编译警告。
- @SuppressWarnings - 指示编译器去忽略注解中声明的警告。

作用在其他注解的注解（或者说 元注解）是：
- @Retention - 标识这个注解怎么保存，是只在代码中，还是编入class文件中，或者是在运行时可以通过反射访问。
- @Documented - 标记这些注解是否包含在用户文档中。
- @Target - 标记这个注解应该是哪种 Java 成员。
- @Inherited - 标记这个注解是继承于哪个注解类（默认下，注解并没有继承于任何子类）

从 Java 7 开始，额外添加了 3 个注解：
- @SafeVarargs - Java 7 开始支持，忽略任何使用参数为泛型变量的方法或构造函数调用产生的警告。
- @FunctionalInterface - Java 8 开始支持，标识一个匿名函数或函数式接口。
- @Repeatable - Java 8 开始支持，标识某注解可以在同一个声明上使用多次。

## 实例
```
  
// @Twizzle标注toggle()方法。

  
@Twizzle

  
public
 
void
 
toggle
()
 
{

  
}

  
// 声明Twizzle标注

  
public
 
@interface
 
Twizzle
 
{

  
}

```

标注可以包含一个关键字和值的对所构成的列表：
```
  
//等同于 @Edible(value = true)

  
@Edible
(
true
)

  
Item
 
item
 
=
 
new
 
Carrot
();

  
public
 
@interface
 
Edible
 
{

    
boolean
 
value
()
 
default
 
false
;

  
}

  
@Author
(
first
 
=
 
"Oompah"
,
 
last
 
=
 
"Loompah"
)

  
Book
 
book
 
=
 
new
 
Book
();

  
public
 
@interface
 
Author
 
{

    
String
 
first
();

    
String
 
last
();

  
}

```

标注声明中可以用标注说明使用方式、时间和对象：
```
  
@Retention
(
RetentionPolicy
.
RUNTIME
)
 
// 该标注可以在运行时通过反射访问。

  
@Target
({
ElementType
.
METHOD
})
       
// 该标注只用于类内方法。

  
public
 
@interface
 
Tweezable
 
{

  
}

```

编译器保留一组标注用于特定语法目的 (包括 @Deprecated, @Override和@SuppressWarnings等)。
标注通常用于软件框架为用户定义的类和方法提供引用外部资源的情形，如XML配置文件、事务环境等。以下是一个标注过的EJB 3.0的类：
```
  
@Entity
                                           
// 声明实体类

  
@Table
(
name
 
=
 
"people"
)
                           
// 映射该类到 "people"表

  
class
 
Person
 
implements
 
Serializable
 
{

    
@Id
                                             
// 映射到主键

    
@GeneratedValue
(
strategy
 
=
 
GenerationType
.
AUTO
)
 
// 数据库自动生成键值

    
private
 
Integer
 
id
;

    
@Column
(
length
 
=
 
32
)
                            
// 限长32个字符

    
private
 
String
 
name
;

    
public
 
Integer
 
getId
()
 
{

      
return
 
id
;

    
}

    
public
 
void
 
setId
(
Integer
 
id
)
 
{

      
this
.
id
 
=
 
id
;

    
}

    
public
 
String
 
getName
()
 
{

      
return
 
name
;

    
}

    
public
 
void
 
setName
(
String
 
name
)
 
{

      
this
.
name
 
=
 
name
;

    
}

  
}

```

以上代码中标注不执行任何特定行为，而是为在运行时，EJB容器获得足够的信息，生成对象到关系数据库的映射。